# Körösjánosfalva
Körösjánosfalva (románul Ioaniș) falu Romániában, a Partiumban, Bihar megyében.

## Fekvése
Belényestől nyugatra Fekete-Körös bal partján fekvő település.

## Története
A falut 1422-ben említette először oklevél Janosfalwa néven.
1552-ben Janusfalwa, 1808-ban Jánosfalva, Ivanyesti, 1913-ban Körösjánosfalva néven írták.
1660-ban Ugray György volt a település birtokosa.
A 19. század elején pedig a görögkatolikus püspök volt a földesura, aki itt a 20. század elején is birtokos volt.
1851-ben Fényes Elek írta a településről:
... Bihar vármegyében, rónás helyen: 349 görög katholikus, 137 református lakossal, óhitü anyatemplommal. ... Birja a váradi görög püspök.
1910-ben 522 lakosából 316 magyar, 191 román, 45 cigány volt. Ebből 223 görögkatolikus, 306 református, 13 görögkeleti ortodox volt.
A trianoni békeszerződés előtt Bihar vármegye Belényesi járásához tartozott.
A 2002-es népszámláláskor 743 lakosa közül 509 fő (68,5%) román, 192 fő (25,8%) magyar, 1 fő (0,1%) német nemzetiségű és 41 fő (5,5%) cigány etnikumú volt.
Jóllehet a hivatalos adatok szerint Körösjánosfalva román többségű település, a valóságban a falu legnépesebb közösségét a mintegy 400–450 fős létszámú, román anyanyelvű roma közösség jelenti, amely többségében románnak regisztráltatta magát a népszámlálásokon. A magyar közösség létszáma a faluban kb. 150–170 főre tehető; hasonló létszámú a faluban élő román közösség is.

## Oktatás
A faluban 1989 után már csak 1-4 osztályos magyar elemi iskola működött, amely azonban 2013 nyarán megszűnt, mivel a beíratott gyermekek létszáma 5 fő alá csökkent. Így a néhány magyar gyermek a helyi román iskolában román tannyelven tanul, ahol a gyermekek többsége roma származású.

## Nevezetességek
- Református temploma 1830-ban épült.
- Görögkatolikus temploma a 20. század elején épült.